# Charles Lyttelton, 8. Viscount Cobham

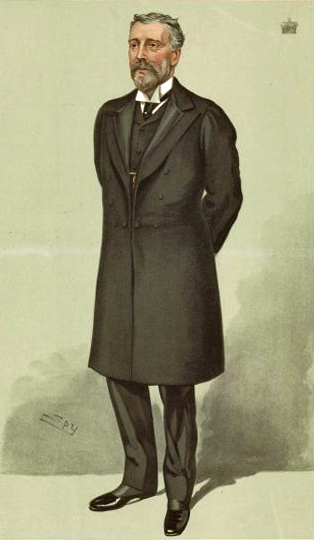
Charles Lyttelton (1904)

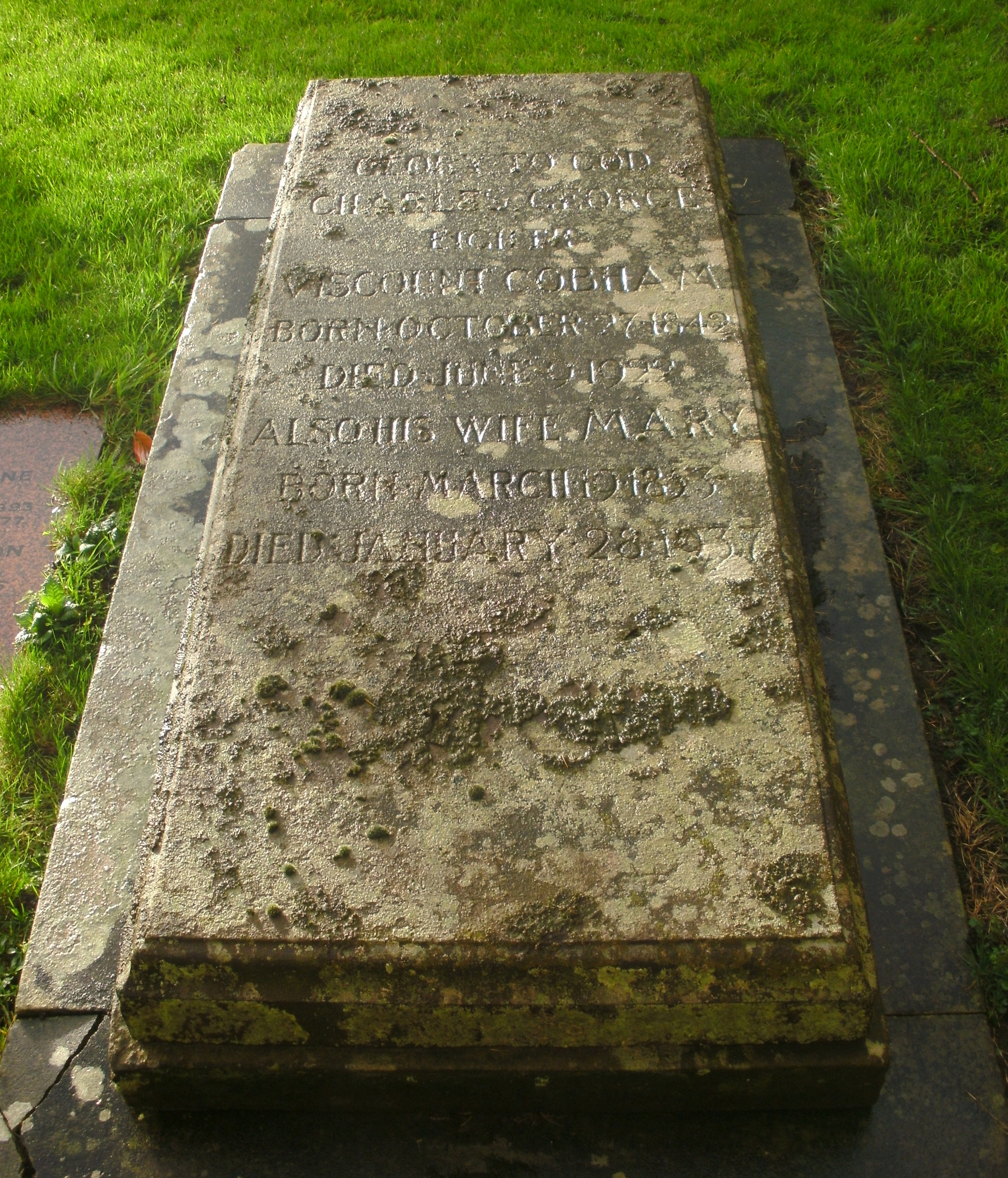
Lytteltons Grab auf dem Friedhof der St John the Baptist Church in Hagley, Worcestershire

Charles George Lyttelton, 8. Viscount Cobham (* 27. Oktober 1842 in Hagley Hall, Hagley, Worcestershire; † 9. Juni 1922 ebenda), von 1876 bis 1889 auch bekannt unter dem Titel 5. Baron Lyttelton, war ein britischer Peer und Politiker der Liberal Party.

## Leben
Lyttelton war der älteste Sohn von George Lyttelton, 4. Baron Lyttelton und Mary Glynne. Der berühmte Cricketspieler Alfred Lyttelton war sein jüngerer Bruder.
1868 wurde Lyttelton in das House of Commons für Wahlkreis East Worcestershire gewählt, diesen Sitz hielt er bis 1874. Neben seiner parlamentarischen Karriere war er auch als High Sheriff von Bewdley tätig. Lyttelton erbte von seinem Vater 1876 den Titel als 5. Baron Lyttelton und wurde dadurch Mitglied des House of Lords. 1889 beerbte er auch seinen entfernten Verwandten Richard Temple-Nugent-Brydges-Chandos-Grenville, 3. Duke of Buckingham and Chandos als 8. Viscount Cobham.
1878 heiratete er Mary Susan Caroline Cavendish, eine Tochter von William Cavendish, 2. Baron Chesham. Er starb im Juni 1922 im Alter von 79 Jahren. Erbe seiner Titel wurde sein ältester Sohn John. Seine Witwe starb im Jahre 1937.
Lyttelton entstammte einer berühmten Cricket-Familie, sein Vater (George Lyttelton), fünf Brüder, seine Söhne (John Lyttelton, Charles Frederick Lyttelton) und sein Enkel (Charles Lyttelton) spielten alle First-Class Cricket und im Falle von Alfred Lyttelton sogar Test Cricket. Er selbst spielte 35 First-class Matches zwischen 1861 und 1867, vor allem für den Cambridge University Cricket Club. 1886 war er Präsident des Marylebone Cricket Clubs.